# 林呈祿
林呈祿（1886年6月27日—1968年6月16日），日治時期曾改日本姓名林貞六（はやし さだろく）。台灣桃園大園人，報紙編輯。日治時期台灣民主自治運動的鼓吹者，曾任《台灣青年》、《台灣》、《台灣民報》、《台灣新民報》、《興南新聞》等報章雜誌社幹事，1923年因治警事件被捕，他也是戰後台灣東方出版社的社長，台灣推理小說的催生者。

## 生平
林呈祿父親林振威為林本源家族（板橋林家）聘用的高級職員，為大園地區的收租總官。1895年（明治28年），依照馬關條約，臺灣割讓予日本，其三哥因參與抗日而被日軍殺害；1896年（明治29年），其父親為保釋鄉民，因語言不通而遭日警殺害，當年他只有10歲。
1905年（明治38年），林呈祿考入台灣總督府國語學校，三年後畢業並進入台灣銀行服務。1910年（明治43年），林呈祿通過普通文官考試，從教育界轉戰法律界，被分發至台北地方法院任職。1914年（大正3年），林呈祿辭職並前往明治大學就讀法科。1917年（大正6年），林呈祿畢業之後曾短暫在中國湖南省立政治研究所擔任教授。1918年回東京後，他就積極投入台灣自治運動，並身兼「啟發會」與「六三法撤廢期同盟」的組織幹部。1918年（大正9年），旅日士紳與留學生成立新民會，此時林呈祿除了是創會幹部，同時擔任該會機關刊物《台灣青年》的主幹（即總編輯），並藉由《台灣青年》、《台灣》等雜誌於東京鼓吹台灣民主運動，抗議台灣總督府不受日本法律約束的專制。1921年（大正10年），成為台灣文化協會的創會理事，而當時林獻堂等人發動的「台灣議會設置請願運動」的請願書也是出自他的手筆。1923年，他更於東京成立台灣議會期成同盟會，並經由友人在台廣為召募人員；該組織被台灣總督府視為非法，不但全台搜捕該組織成員，且委託東京警方逮捕林呈祿，該事件稱為「治警事件」。
被釋放的林呈祿，仍繼續從事台灣民主運動。1926年，回台定居的他仍任《台灣新民報》等報的編輯及董事等職。1940年（昭和15年），其剛升上《台灣新民報》的常務董事兼總經理時，為避免《台灣新民報》被台灣總督府強迫與其他報社合併，將《台灣新民報》改名為《興南新聞》。1941年（昭和16年），出任台灣總督府評議會、皇民奉公會文化部長，期間改日本姓名林貞六（はやし さだろく），與林呈祿台語音相同。戰後，他退出報業與政壇，專心文化工作。1945年，他被中國國民黨聘為《台灣新生報》董事及台灣省文獻委員會顧問。1945年，他與游彌堅、范壽康等人創辦台灣東方出版社，自己先任社長、後任董事長。
1968年6月16日，林呈祿逝世，享壽83歲。

## 家庭
子林益謙，畢業於東京帝國大學，曾任台灣總督府書記官及曾文郡郡守，其妻黃荷華是黃欣姪女。外孫簡又新曾任中華民國外交部部長。